# 紅尾岩遊䲁
紅尾岩遊䲁（學名：Enneanectes matador），為輻鰭魚綱䲁形目三鰭䲁科岩遊䲁屬的一個種，分布於中西大西洋多米尼克、維京群島及巴拿馬海域，深度1至12公尺，本魚頭部適中，身體強健，吻鈍短，眼睛前部和鼻孔周圍有刺，眼上方有短而細長的觸鬚，頸背無觸鬚，上顎兩側沒有牙齒，臉頰、胸肌基部和腹部無鱗，側線2段，稍重疊，前部的鱗片有孔14枚，後部的鱗片有缺口16-23枚，身體和頭部呈紅色，虹膜周圍有黃色環及紅色放射狀條紋，身體上有5條橫帶，前 4條紅色，通常不明顯，第5條黑色，該橫帶之前的間隙為白色，第二背鰭基部無黑斑，外2/3深灰色，臀鰭有4-5個深色斑點，尾鰭紅色，或有2條紅色橫帶，中間有細白橫帶；雄魚頭、體鮮紅色，第一背鰭黑色，第二背鰭有黑色斑點，背鰭3個，背鰭硬棘15枚、背鰭軟條8-9枚、臀鰭硬棘2枚、臀鰭軟條16-17枚，體長可達2.1分，成魚棲息在礁石區，雌魚產附著性卵在藻類築的巢，雄魚會守護卵，幼魚為浮游性，生活習性不明。